# Euphyia infuscata
Euphyia infuscata är en fjärilsart som beskrevs av Carl Freiherr von Gumppenberg 1890. Euphyia infuscata ingår i släktet Euphyia och familjen mätare. Inga underarter finns listade i Catalogue of Life.